# Codex Vaticanus B

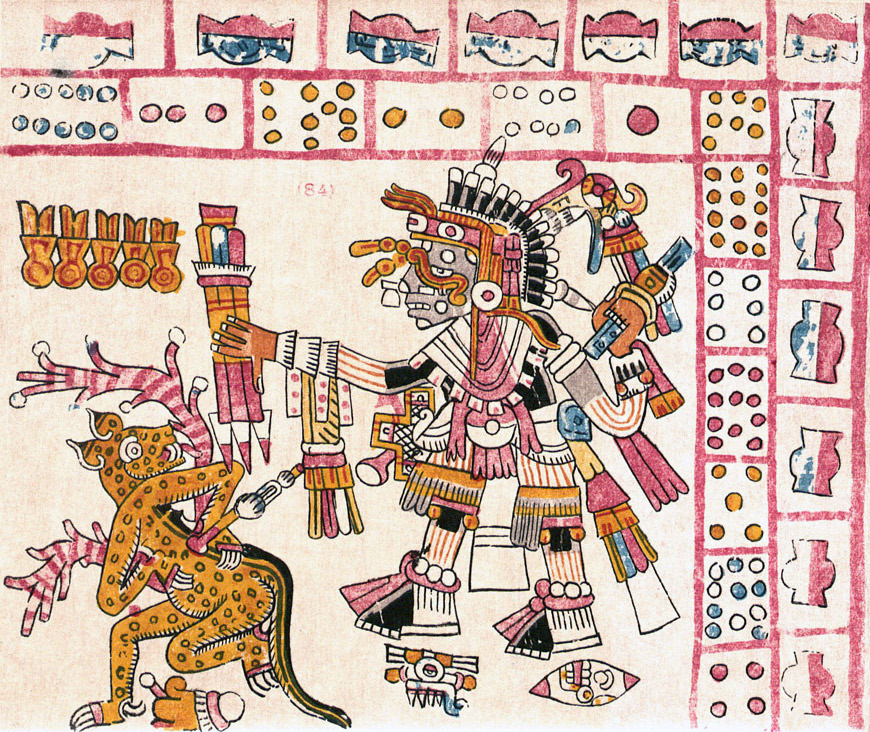
Pagina uit de Codex Vaticanus B.

Codex Vaticanus B, ook wel bekend als de Codex Vaticanus 3773, is een ritueel en profetisch Azteeks manuscript en maakt deel uit van de verzameling manuscripten die de Borgiagroep worden genoemd. De Codex bevat 49 vellen waarvan 48 op beide zijden zijn beschilderd.

## Geschiedenis
De codex is ontstaan in de omgeving van Cholula in Puebla, Mexico. Het is een van de grootste codices uit de Borgiagroep. De codex is geschreven in het Nahuatl, en is gemaakt van dierenhuid. Momenteel ligt de codex in de Vaticaanse Bibliotheek.
De codex is vertaald door Eduard Seler en in 1902 gepubliceerd in Londen.

## Inhoud
De Codex Vaticanus B beschrijft in detail de rituele "260-dagencyclus" van de Azteekse kalender ook wel bekend als tonalpohualli (telling van de dagen).